# Jelena Pavlovna Ruská
Jelena Pavlovna Ruská (24. prosince 1784 – 24. září 1803) byla dcerou velkoknížete, později cara Pavla I. Ruského a jeho druhé manželky Žofie Doroty Württemberské. Po sňatku se synem a dědicem meklenbursko-zvěřínského velkovévody přestala užívat svůj ruský titul.

## Život
Velkokněžna Jelena Pavlovna se narodila v Petrohradě, hlavním městě Ruského impéria. Příchod druhé dcery byla pro jejího otce, careviče Pavla Petroviče, který ztratil svou první ženu Vilemínu před osmi lety při porodu, dobrá zpráva. Říkalo se, že byla tak krásná, že ji její babička, carevna Kateřina, pojmenovala po Heleně Trojské.
Protože byla dívka, probíhalo její vzdělávání soukromě doma, nejdříve pod dohledem babičky, impozantní Kateřiny II. Byla vzdělávána v oblasti umění, literatury a hudby. Jejím životním cílem bylo dobře se vdát a zajistit svému manželovi potomky. Ze všech jejích sourozenců jí byla nejbližší sestra Alexandra.

## Manželství
Jelenina matka Žofie Dorota Württemberská (v Rusku Marie Fjodorovna) se ukázala jako vynikající dohazovačka. Přesto, že jedna z jejích dcer zemřela jako nemluvně, ostatní dcery se provdaly do významných královských rodin Evropy.
V roce 1798 byla situace taková, že se Rusko rozhodlo pro užší vojenskou spolupráci s Rakouskem, a tak byla velkokněžna Alexandra provdána za Josefa Habsbursko-Lotrinského. Zároveň byla zahájena jednání o sňatku velkokněžny Jeleny s dědicem malého, ale politicky významného meklenbursko-zvěřínského vévodství. Jednání proběhlo bez komplikací a bylo úspěšně dokončeno.
Dědičný princ Fridrich Ludvík Meklenbursko-Zvěřínský (1778–1819) byl nejstarším synem Fridricha Františka I. a Luisy Sasko-Gothajsko-Altenburské. Hrabě Rostopchin napsal: v pondělí 25. února jede dvůr do Pavlosku, po 24. bude rozhodnuto o zasnoubení velkokněžny Jeleny s meklenburským princem, pohledným mužem, ale v podstatě prostým a nevzdělaným, přestože je to dobrý člověk.
Oficiální zásnuby velkokněžny Jeleny s dědičným meklenbursko-zvěřínským princem se slavily 5. května 1799. Pro evropské princezny bylo obvyklé, že odjedou do vlasti svého manžela, kde se má poté konat svatba; ruské velkokněžny byly vždy výjimkou, protože se podle tradic své země vdávaly ve své domovině. Svatba Jeleny Pavlovny a Fridricha Ludvíka se konala 23. října 1799 v paláci Gatčina. Její sestra Alexandra následovala jejího příkladu a provdala se za svého snoubence na tomtéž místě o týden později.

### Potomci
Jelena měla s Fridrichem Ludvíkem dvě děti:
- 1. Pavel Fridrich Meklenbursko-Zvěřínský (15. 9. 1800 Ludwigslust – 7. 3. 1842 Schwerin), velkovévoda meklenbursko-zvěřínský od roku 1837 až do své smrti
  - ⚭ 1822 Alexandra Pruská (23. 2. 1803 Berlín – 21. 4. 1892 Schwerin)
- 2. Marie Luisa Meklenbursko-Zvěřínská (31. 3. 1803 Ludwigslust – 26. 10. 1862 Meiningen)
  - ⚭ 1825 Jiří Sasko-Altenburský (24. 7. 1796 Hildburghausen – 3. 8. 1853 Hummelshain), vévoda sasko-altenburský

## Život ve Schwerinu a smrt

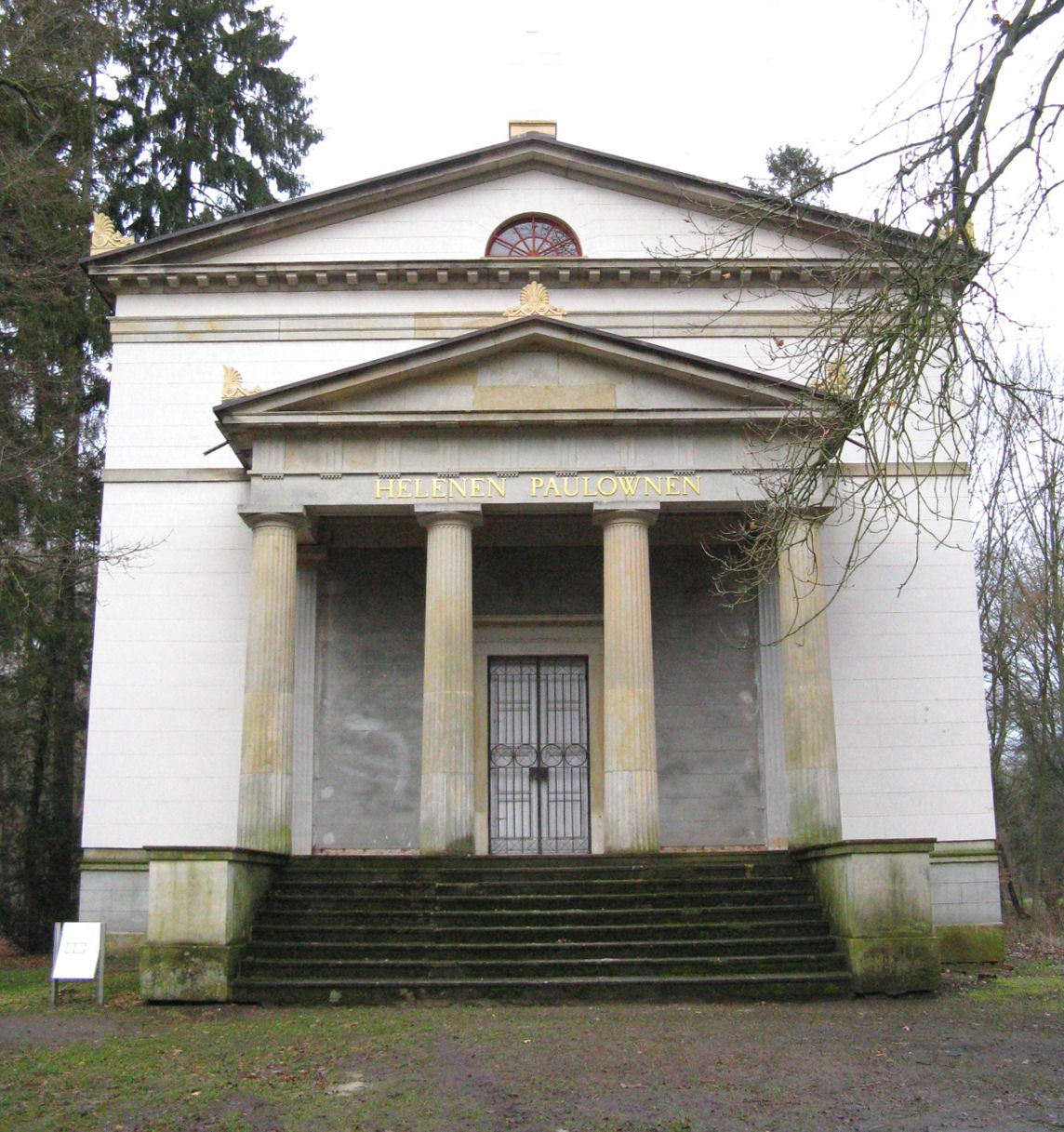
Mauzoleum v Ludwigslustu

Velkokněžna Jelena (nyní dědičná velkovévodkyně Jelena) odjela se svým manželem do Zvěřína (německy Schwerin). Tam se seznámila se zcela novým dvorem, docela odlišným od bohatého Petrohradu. Se svým manželstvím byla však spokojená a brzy po svatbě otěhotněla. V září 1800 porodila syna Pavla Fridricha, který byl pojmenován po obou svých dědečcích, carovi Pavlovi i po vévodovi Fridrichovi. Rok 1801 byl pro Jelenu obzvlášť těžký, během několika dní ztratila blízké členy své rodiny: 16. března zemřela v Budíně její sestra Alexandra při porodu dcery Alexandriny, která zemřela o několik dní později. O pouhých osm dní později byl její otec, ruský car, zavražděn. Následující rok Jelena opět otěhotněla a v březnu 1803 porodila dceru Marii Luisu, která byla pojmenována po obou svých babičkách, po carevně vdově i po meklenbursko-zvěřínské vévodkyni Luise.
V září 1803 Jelena vážně onemocněla a 24. září náhle zemřela. S velkým smutkem byla pohřbena v Ludwigslustu v mauzoleu Heleny Pavlovny, které bylo pojmenováno na její počest. Několik členů meklenbursko-zvěřínské dynastie, včetně druhé a třetí ženy jejího manžela, je pochováno tamtéž.

## Potomstvo
Její pravnučka, princezna Alžběta Sasko-Altenburská, se v roce 1884 provdala za velkoknížete Konstantina Konstantinoviče Ruského; další pravnučka, princezna Marie Meklenbursko-Zvěřínská (známá jako Miechen), se provdala za Vladimíra Alexandroviče Romanova; její bratr Fridrich František III. Meklenbursko-Zvěřínský se oženil s Anastázií Michailovnou Ruskou, dcerou Michaila Nikolajeviče Ruského. Jejich dcera, Cecílie Meklenbursko-Zvěřínská se sňatkem stala německou korunní princeznou a její starší sestra Alexandrina Meklenbursko-Zvěřínská se sňatkem s Kristiánem X. stala dánskou a islandskou královnou.
Jelenin vdovec Fridrich Ludvík se znovu oženil v roce 1810 s Karolínou Luisou Sasko-Výmarskou. Měli spolu dceru Helenu, která se provdala za Ferdinanda Filipa Orleánského. Fridrich v roce 1816 znovu ovdověl a v roce 1818 se oženil s Augustou Hesensko-Homburskou, následujícího roku však zemřel. Fridrich Ludvík se nikdy velkovévodou nestal, nástupcem vévody Fridricha Františka se v roce 1837 stal až Jelenin syn Pavel Fridrich.

## Tituly a oslovení
- 24. prosince 1784 – 23. října 1799: Její Císařská Výsost velkokněžna Elena Pavlovna Ruská
- 23. října 1799 – 24. září 1803: Její Císařská Výsost dědičná meklenbursko-zvěřínská velkovévodkyně

## Vývod z předků
|                            |                                       |  |                                           |                                        |  |  |  |  |  |  |  | Frederik IV. Holštýnsko-Gottorpský |
|                            |                                       |  |                                           |                                        |  |  |  |  |  |  |  |                                    |
|                            | Karel Fridrich Holštýnsko-Gottorpský  |  |                                           |                                        |  |  |  |  |  |  |  |                                    |
|                            |                                       |  |                                           |                                        |  |  |  |  |  |  |  |                                    |
|                            |                                       |  |                                           | Hedvika Žofie Švédská                  |  |  |  |  |  |  |  |                                    |
|                            |                                       |  |                                           |                                        |  |  |  |  |  |  |  |                                    |
|                            | Petr III. Ruský                       |  |                                           |                                        |  |  |  |  |  |  |  |                                    |
|                            |                                       |  |                                           |                                        |  |  |  |  |  |  |  |                                    |
|                            |                                       |  |                                           | Petr I. Veliký                         |  |  |  |  |  |  |  |                                    |
|                            |                                       |  |                                           |                                        |  |  |  |  |  |  |  |                                    |
|                            | Anna Petrovna                         |  |                                           |                                        |  |  |  |  |  |  |  |                                    |
|                            |                                       |  |                                           |                                        |  |  |  |  |  |  |  |                                    |
|                            |                                       |  |                                           | Kateřina I. Ruská                      |  |  |  |  |  |  |  |                                    |
|                            |                                       |  |                                           |                                        |  |  |  |  |  |  |  |                                    |
|                            | Pavel I. Ruský                        |  |                                           |                                        |  |  |  |  |  |  |  |                                    |
|                            |                                       |  |                                           |                                        |  |  |  |  |  |  |  |                                    |
|                            |                                       |  |                                           | Jan Ludvík I. Anhaltsko-Dornburský     |  |  |  |  |  |  |  |                                    |
|                            |                                       |  |                                           |                                        |  |  |  |  |  |  |  |                                    |
|                            | Kristián August Anhaltsko-Zerbstský   |  |                                           |                                        |  |  |  |  |  |  |  |                                    |
|                            |                                       |  |                                           |                                        |  |  |  |  |  |  |  |                                    |
|                            |                                       |  |                                           | Kristýna ze Zeutschu                   |  |  |  |  |  |  |  |                                    |
|                            |                                       |  |                                           |                                        |  |  |  |  |  |  |  |                                    |
|                            | Kateřina II. Veliká                   |  |                                           |                                        |  |  |  |  |  |  |  |                                    |
|                            |                                       |  |                                           |                                        |  |  |  |  |  |  |  |                                    |
|                            |                                       |  |                                           | Kristián August Holštýnsko-Gottorpský  |  |  |  |  |  |  |  |                                    |
|                            |                                       |  |                                           |                                        |  |  |  |  |  |  |  |                                    |
|                            | Johana Alžběta Holštýnsko-Gottorpská  |  |                                           |                                        |  |  |  |  |  |  |  |                                    |
|                            |                                       |  |                                           |                                        |  |  |  |  |  |  |  |                                    |
|                            |                                       |  |                                           | Albertina Frederika Bádensko-Durlašská |  |  |  |  |  |  |  |                                    |
|                            |                                       |  |                                           |                                        |  |  |  |  |  |  |  |                                    |
| Jelena Pavlovna Romanovová |                                       |  |                                           |                                        |  |  |  |  |  |  |  |                                    |
|                            |                                       |  |                                           |                                        |  |  |  |  |  |  |  |                                    |
|                            |                                       |  | Fridrich Karel Württembersko-Winnentalský |                                        |  |  |  |  |  |  |  |                                    |
|                            |                                       |  |                                           |                                        |  |  |  |  |  |  |  |                                    |
|                            | Karel Alexandr Württemberský          |  |                                           |                                        |  |  |  |  |  |  |  |                                    |
|                            |                                       |  |                                           |                                        |  |  |  |  |  |  |  |                                    |
|                            |                                       |  |                                           | Eleonora Juliana Braniborsko-Ansbašská |  |  |  |  |  |  |  |                                    |
|                            |                                       |  |                                           |                                        |  |  |  |  |  |  |  |                                    |
|                            | Fridrich II. Evžen Württemberský      |  |                                           |                                        |  |  |  |  |  |  |  |                                    |
|                            |                                       |  |                                           |                                        |  |  |  |  |  |  |  |                                    |
|                            |                                       |  |                                           | Anselm František Thurn-Taxis           |  |  |  |  |  |  |  |                                    |
|                            |                                       |  |                                           |                                        |  |  |  |  |  |  |  |                                    |
|                            | Marie Augusta Thurn-Taxis             |  |                                           |                                        |  |  |  |  |  |  |  |                                    |
|                            |                                       |  |                                           |                                        |  |  |  |  |  |  |  |                                    |
|                            |                                       |  |                                           | Marie Ludovika Lobkovicová             |  |  |  |  |  |  |  |                                    |
|                            |                                       |  |                                           |                                        |  |  |  |  |  |  |  |                                    |
|                            | Žofie Dorota Württemberská            |  |                                           |                                        |  |  |  |  |  |  |  |                                    |
|                            |                                       |  |                                           |                                        |  |  |  |  |  |  |  |                                    |
|                            |                                       |  |                                           | Filip Vilém Braniborsko-Schwedtský     |  |  |  |  |  |  |  |                                    |
|                            |                                       |  |                                           |                                        |  |  |  |  |  |  |  |                                    |
|                            | Fridrich Vilém Braniborsko-Schwedtský |  |                                           |                                        |  |  |  |  |  |  |  |                                    |
|                            |                                       |  |                                           |                                        |  |  |  |  |  |  |  |                                    |
|                            |                                       |  |                                           | Jana Šarlota Anhaltsko-Desavská        |  |  |  |  |  |  |  |                                    |
|                            |                                       |  |                                           |                                        |  |  |  |  |  |  |  |                                    |
|                            | Bedřiška Braniborsko-Schwedtská       |  |                                           |                                        |  |  |  |  |  |  |  |                                    |
|                            |                                       |  |                                           |                                        |  |  |  |  |  |  |  |                                    |
|                            |                                       |  |                                           | Fridrich Vilém I.                      |  |  |  |  |  |  |  |                                    |
|                            |                                       |  |                                           |                                        |  |  |  |  |  |  |  |                                    |
|                            | Žofie Dorota Pruská                   |  |                                           |                                        |  |  |  |  |  |  |  |                                    |
|                            |                                       |  |                                           |                                        |  |  |  |  |  |  |  |                                    |
|                            |                                       |  |                                           | Žofie Dorotea Hannoverská              |  |  |  |  |  |  |  |                                    |
|                            |                                       |  |                                           |                                        |  |  |  |  |  |  |  |                                    |